# Dawn Martin
Dawn Martin (Dundalk, 1976) è una cantante irlandese.
Ha rappresentato l'Irlanda all'Eurovision Song Contest 1998 con il brano Is Always Over Now?.

## Biografia
La più grande di otto fratelli e sorelle, Dawn Martin ha lasciato la scuola all'età di 14 anni per lavorare come parrucchiera e aiutare economicamente la famiglia mentre continuava a coltivare la passione per il canto. Nel 1998 ha preso parte al processo di selezione per il rappresentante irlandese per l'Eurovision Song Contest 1998 con il brano Is Always Over Now?. Nella finale televisiva dell'8 marzo i giurati l'hanno scelta come vincitrice fra otto partecipanti. All'Eurovision, che si è tenuto il 9 maggio a Birmingham, si è classificata al 9º posto su 25 partecipanti con 64 punti totalizzati.

## Discografia

### Singoli
- 1998 – Is Always Over Now?